# ثولوبات
ثولوبات(بالحروف اللاتينية: tholobates) من (باليونانية: θολοβάτης)‏، وتعني قاعدة القبة أو الطبلة: هو الجزء القائم من المبنى الذي ترتفع عليه القبة. ويكون عادة على شكل أسطوانة أو منشور متعدد الأضلاع. الاسم مشتق من ثولوس (بالحروف اللاتينية: tholos)، وهو مصطلح يوناني لمبنى مستدير بسقف وجدار دائري.